# Tragic Idol
Tragic Idol è il tredicesimo album discografico del gruppo musicale gothic metal britannico Paradise Lost, pubblicato nel 2012.

## Tracce
1. Solitary One – 4:08
2. Crucify – 4:08
3. Fear of Impending Hell – 5:25
4. Honesty in Death – 4:08
5. Theories from Another World – 5:02
6. In This We Dwell – 3:55
7. To the Darkness – 5:09
8. Tragic Idol – 4:35
9. Worth Fighting For – 4:12
10. The Glorious End – 5:23

## Formazione
- Nick Holmes – voce
- Gregor Mackintosh – chitarra ritmica e solista
- Aaron Aedy – chitarra ritmica
- Stephen Edmondson – basso
- Adrian Erlandsson – batteria